# Курт Зауер
Курт Зауер (англ. Kurt Sauer, нар. 16 січня 1981, Сент-Клауд) — американський хокеїст, що грав на позиції захисника.

## Ігрова кар'єра
Хокейну кар'єру розпочав 1998 року виступами за «Норт Айова Хаскіс» (ХЛСШ). Надалі три сезони відіграв за «Спокан Чифс» (ЗХЛ).
2000 року був обраний на драфті НХЛ під 88-м загальним номером командою «Колорадо Аваланч».
Протягом професійної клубної ігрової кар'єри, що тривала 9 років, захищав кольори команд «Майті Дакс оф Анагайм», «Колорадо Аваланч» та «Фінікс Койотс».
На початку сезону 2009/10 отримав травму в товариському матчі проти своєї колишньої команди «Анагайм Дакс» та відіграв лише один матч 2 жовтня 2009 проти «Лос-Анджелес Кінгс». До початку 2010 проходив різноматні курси реабілітації та офіційно завершив кар'єру гравця.
Загалом провів 400 матчів у НХЛ, включаючи 43 гри плей-оф Кубка Стенлі.

## Сім'я
Разом з дружиною Кармен виховує шістьох дітей (двоє з них прийомні).

## Статистика
| Сезон        | Клуб                    | Ліга         | Регулярний сезон | Регулярний сезон | Регулярний сезон | Регулярний сезон | Регулярний сезон | Плей-оф | Плей-оф | Плей-оф | Плей-оф | Плей-оф |
| Сезон        | Клуб                    | Ліга         | І                | Г                | П                | О                | ШХ               | І       | Г       | П       | О       | ШХ      |
| ------------ | ----------------------- | ------------ | ---------------- | ---------------- | ---------------- | ---------------- | ---------------- | ------- | ------- | ------- | ------- | ------- |
| 1998–99      | «Норт Айова Хаскіс»     | ХЛСШ         | 52               | 1                | 4                | 5                | 67               | —       | —       | —       | —       | —       |
| 1999–00      | «Спокан Чифс»           | ЗХЛ          | 71               | 3                | 12               | 15               | 48               | 15      | 2       | 1       | 3       | 8       |
| 2000–01      | «Спокан Чифс»           | ЗХЛ          | 48               | 5                | 10               | 15               | 85               | 3       | 1       | 0       | 1       | 2       |
| 2001–02      | «Спокан Чифс»           | ЗХЛ          | 61               | 4                | 19               | 23               | 73               | 11      | 0       | 3       | 3       | 12      |
| 2002–03      | «Майті Дакс оф Анагайм» | НХЛ          | 80               | 1                | 2                | 3                | 74               | 21      | 1       | 1       | 2       | 6       |
| 2003–04      | «Майті Дакс оф Анагайм» | НХЛ          | 55               | 1                | 4                | 5                | 32               | —       | —       | —       | —       | —       |
| 2003–04      | «Колорадо Аваланч»      | НХЛ          | 14               | 0                | 1                | 1                | 19               | 3       | 0       | 0       | 0       | 0       |
| 2005–06      | «Лоуелл-Лок Монстерс»   | АХЛ          | 4                | 0                | 0                | 0                | 0                | —       | —       | —       | —       | —       |
| 2005–06      | «Колорадо Аваланч»      | НХЛ          | 37               | 1                | 4                | 5                | 24               | 9       | 0       | 0       | 0       | 4       |
| 2006–07      | «Колорадо Аваланч»      | НХЛ          | 48               | 0                | 6                | 6                | 24               | —       | —       | —       | —       | —       |
| 2007–08      | «Колорадо Аваланч»      | НХЛ          | 54               | 1                | 5                | 6                | 41               | 10      | 1       | 0       | 1       | 8       |
| 2008–09      | «Фінікс Койотс»         | НХЛ          | 68               | 1                | 6                | 7                | 36               | —       | —       | —       | —       | —       |
| 2009–10      | «Фінікс Койотс»         | НХЛ          | 1                | 0                | 0                | 0                | 0                | —       | —       | —       | —       | —       |
| Усього в НХЛ | Усього в НХЛ            | Усього в НХЛ | 357              | 5                | 28               | 33               | 250              | 43      | 2       | 1       | 3       | 18      |